# Ушаков Олександр Кирилович
Олекса́ндр Кири́лович Ушако́в (24 лютого 1920, с. Ломовка, Богородицький повіт, Тульська губернія — 30 жовтня 1992, Москва, Росія) — радянський старший сержант, артилерист-самохідник, учасник німецько-радянської війни, Герой Радянського Союзу (1944), Почесний громадянин Кам'янець-Подільського (1985).

## Біографія
У 1929 році сім'я Ушакових переїхала в район Кузнецька Сибірського краю (Іганіно- Казанковської сільради). Олександр Ушаков навчався в школі Сталінська, потім Новосибірська, де закінчив 10 класів середньої школи № 29.
В рядах Червоної Армії з 1939 року. На фронтах німецько-радянської війни з 1941 року. Був командиром відділення артилерійської розвідки, навідником і командиром самохідної артилерійської установки. Брав участь у боях по розгрому німців під Москвою, воював на Курській дузі, в Україні, Польщі й Німеччині. Після війни служив у Львівському військовому окрузі. Демобілізований в 1946 році.
Командир СУ-85 1-го гвардійського самохідного артилерійського полку (6-й гвардійський механізований корпус, 4-та танкова армія, 1-й Український фронт) гвардії старший сержант Ушаков відрізнився у бойових діях на підступах до міста Кам'янець-Подільський (Хмельницька область, Українська РСР) в районі села Малинник, Маначин. З 9 по 21 березня 1944 року, ведучи бої з важкими танками супротивника, підбив 9 з них і знищив близько 150 гітлерівців.
Указом Президії Верховної Ради СРСР від 24 травня 1944 року Ушакову Олександру Кириловичу надано звання Героя Радянського Союзу.
У 1946 році був демобілізований. Працював в Центральному науково-дослідному інституті хімії й механіки. У 1952 році закінчив Московський інститут зовнішньої торгівлі. Працював у Міністерстві зовнішньої торгівлі СРСР, в Державному комітеті СРСР із зовнішньоекономічних зв'язків, торгпредстві СРСР в Данії в 1952—1954 роках, посольстві СРСР в Індонезії в 1958—1963 роках, в апараті ЦК КПРС, видавництві Міжнародна книга.

## Пам'ять
- У Новосибірську ім'я Ушакова А. К. зафіксоване на Алеї Героїв біля Монумента Слави.
- У Богородицьку, на стелі Героїв Радянського Союзу є дошка з його ім'ям.

## Нагороди
- Герой Радянського Союзу (24 травня 1944);
- орден Леніна (24 травня 1944);
- орден Вітчизняної війни I міри;
- орден Вітчизняної війни II міри;
- орден Трудового Червоного Прапора;
- орден Дружби народів;
- орден Червоної Зірки;
- орден «Знак Шани»;
- медалі.